# Wanya Marçal
Pour les articles homonymes, voir Marçal.
Wanya Marçal, né le 19 octobre 2002 à Leicester, est un footballeur portugais qui joue au poste d'ailier au Leicester City FC.

## Biographie

### Carrière en club
Né à Leicester en Angleterre, Wanya Marçal est formé par le Leicester City FC, où il commence sa carrière professionnelle. Il joue son premier match avec l'équipe première du club le 8 janvier 2022, lors d'une victoire 4-1 en FA Cup contre Watford, remplaçant Vontae Daley-Campbell (en) à la mi-temps,.
Jouant ensuite surtout en équipes de jeunes, il va réellement commencer à enchainer les minutes avec l'équipe fanion sous la direction du nouveau manager Enzo Maresca lors de la saison 2023-2024, en championnat d'Angleterre de deuxième division, alors qu'il prolonge avec son club formateur à deux reprises,.
Marçal est donc sacré champion de deuxième division lors de la saison 2023-2024, Leicester City FC étant ainsi promu en première division,.

### Carrière en sélection
Wanya Marçal est international junior avec l'équipe du Portugal des moins de 20 ans.

## Palmarès
Leicester City FC
- Championnat d'Angleterre de deuxième division (1)
  - Champion en 2023-2024